# ADSL-фильтр
ADSL-фильтр (жарг. сплиттер от англ. «split» — разделять) — электрический фильтр для частотного разделения каналов. Применяется в сетях телекоммуникаций при использовании общей физической среды (абонентской линии) различными средствами связи, например, аналоговым телефоном и ADSL-модемом. Имеет два типа — AnnexA и AnnexB.

## ADSL-сплиттер

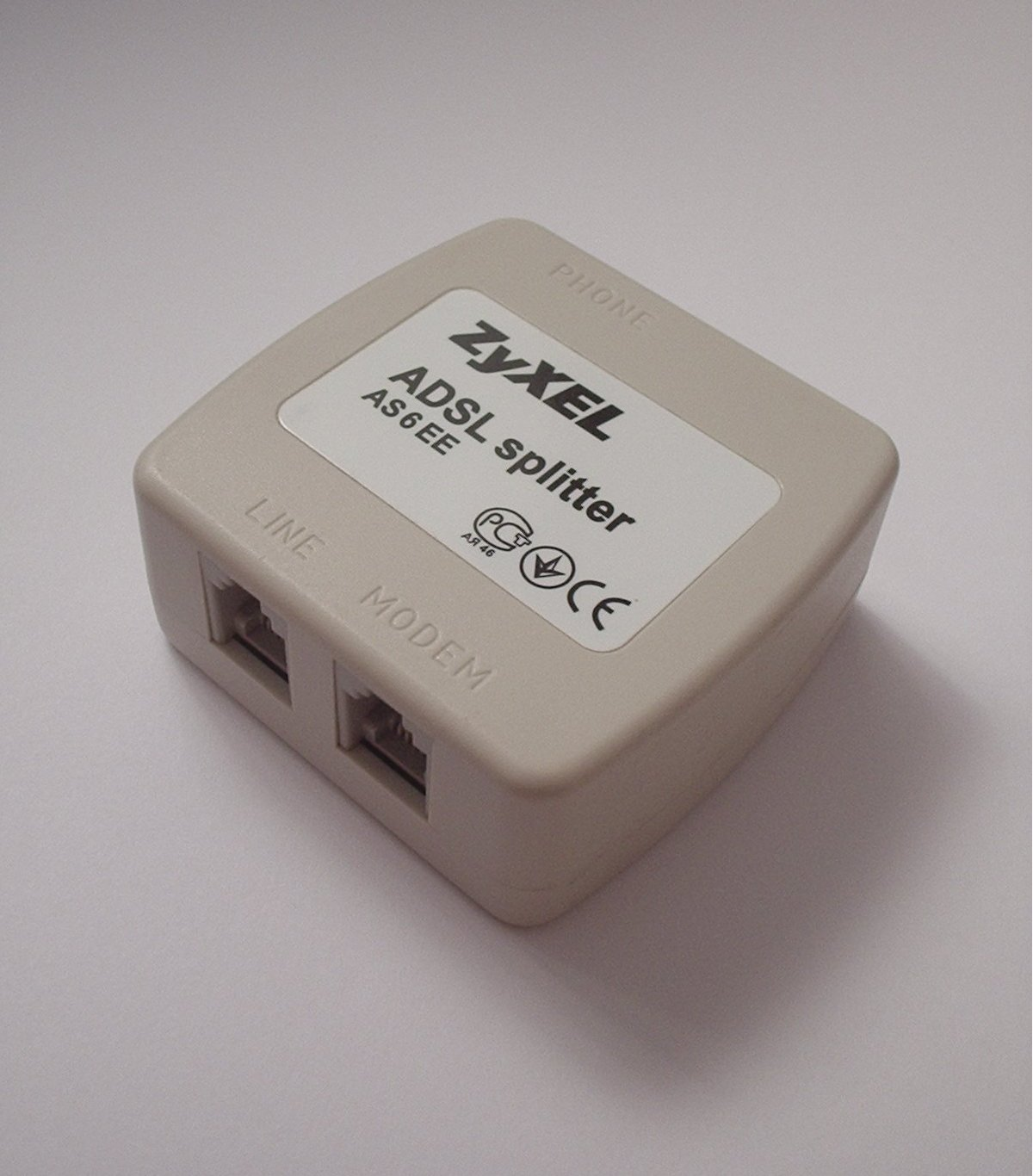
ADSL-сплиттер

ADSL-сплиттер выделяет частоты голосового сигнала (0,3 — 3,4 кГц) из общего спектра частот, используемых на абонентской линии и являясь, таким образом, фильтром низких частот. ADSL-модем использует диапазон частот 26 кГц — 1,4 МГц(верхние частоты). Верхние частоты из общего спектра выделяются с помощью фильтра для них, находящегося на плате ADSL-модема. Таким образом устраняется взаимное влияние помех модема и телефонного аппарата (перекрёстные помехи). Внешне представляет собой небольшую коробку с тремя разъёмами типа RJ-11: 1) «Line» (входящий); 2) «Phone» (выходящий); 3) «ADSL» (выходящий). Позволяет ADSL-модему и телефонному/факс- аппарату работать на одной телефонной линии независимо друг от друга и одновременно.
Станционные сплиттеры имеют групповое исполнение и предназначены для смешивания сигнала телефонной станции и ADSL-сигнала для множества линий. В ряде случаев станционные сплиттеры выполняются встроенными в DSLAM.
В некоторых случаях вместо сплиттера может быть использован микрофильтр, устанавливаемый на стороне клиента в месте подключения аналогового телефона или факс-аппарата. Также существуют схемы подключения, где для подсоединения оконечных устройств одновременно применяются сплиттеры и микрофильтры.

## См.также
- Дуплексер
- Демультиплексор